# Carlos Fernando Galán
Carlos Fernando Galán Pachón (Bogotá, 4 de junio de 1977) es un internacionalista, político y periodista colombiano. Es uno de los líderes del partido político de centro llamado Nuevo Liberalismo. Actualmente es el alcalde mayor de Bogotá en el periodo 2024-2027.
Es el hijo menor del candidato presidencial y senador Luis Carlos Galán Sarmiento, asesinado por la mafia en 1989. Ha sido Concejal de Bogotá y Senador de la República. Ha aspirado en tres ocasiones a la alcaldía de Bogotá. Su primera candidatura fue en 2011 por el partido Cambio Radical, donde obtuvo 285 263 votos y ocupó el cuarto lugar. Su segunda candidatura fue en 2019 como independiente, donde alcanzó el segundo lugar con 1 022 874 votos.   
El 29 de octubre de 2023, tras vencer en las elecciones locales de 2023, se convirtió en el nuevo alcalde mayor de Bogotá tras ser ganador con 1 497 596 votos (según registraduría). Tomó posesión el 1 de enero del 2024.

## Biografía
Carlos Fernando Galán Pachón nació el 4 de junio de 1977, en Bogotá. Hijo del político liberal Luis Carlos Galán y la periodista Gloria Pachón, siendo el tercer hijo de dicha pareja tras sus hermanos Juan Manuel y Claudio. En 2009 Carlos Fernando Galán contrajo matrimonio con Carolina Deik Acosta, con quien tiene dos hijos, Julieta y Juan Pablo.

### Estudios
Se graduó de la Universidad de Georgetown como profesional en Servicio Exterior con énfasis en Economía Internacional, de donde se graduaron también 2 presidentes de Estados Unidos: Bill Clinton y Lyndon B. Johnson. Es Especialista en Gobierno, Gerencia y Asuntos Públicos de la Universidad Externado de Colombia, y realizó estudios de posgrado en Asuntos Internacionales en la Universidad de Columbia.
Fue corresponsal de la Revista Semana en Washington, redactor de la Revista Cambio y Editor Político de El Tiempo, donde hizo parte del equipo que en 2007 ganó el Premio Nacional de Periodismo del Círculo de Periodistas de Bogotá por las investigaciones sobre la parapolítica.

### Trayectoria política

#### Concejal de Bogotá
Con la mayor votación en la historia del Cabildo Distrital (48.162 votos), fue elegido Concejal de Bogotá por el Partido Cambio Radical, desde donde fue uno de los principales opositores del destituido alcalde Samuel Moreno Rojas. Sus denuncias sobre irregularidades en la contratación pública se convirtieron en el punto de partida para destapar el denominado Carrusel de la contratación. Fue calificado en dos ocasiones como el mejor Concejal de Bogotá por el proyecto Concejo Cómo Vamos y elegido por los periodistas de la ciudad como el Concejal Más Destacado del 2011.

#### Primera candidatura a la Alcaldía de Bogotá
En 2011, decidió ser candidato a la Alcaldía Mayor de Bogotá, obteniendo 285,263 votos.

#### Secretario de Transparencia
En el 2012 fue designado por gobierno de Juan Manuel Santos como Secretario de Transparencia de la Presidencia de la República, en este cargo definió y coordinó el diseño de la política anticorrupción y de transparencia. Representó a Colombia ante los mecanismos de seguimiento de las convenciones anticorrupción de Naciones Unidas y la Organización de los Estados Americanos, además en el Grupo de trabajo sobre el soborno en la OCDE.

#### Dirección de Cambio Radical
Fue dos veces elegido por el Partido Cambio Radical como su Director Nacional. En la primera etapa en 2011 revocó más de 300 avales a candidatos cuestionados en todo el país por tener posibles nexos con actividades ilegales. En la segunda dirección en 2013, lideró el partido durante las elecciones a Congreso y Presidenciales de 2014.[cita requerida] En 2015 renunció a la dirección del Partido Cambio Radical por profundas diferencias con varios miembros de la colectividad sobre la definición de varias candidaturas para las elecciones locales de 2015.

#### Senador de la República (2014-2018)
En 2014 fue elegido como senador de Colombia por un período de 4 años, donde enfocó su trabajo legislativo en problemas urbanos. Lideró debates relacionados con la construcción de sistemas masivos de transporte, uso de la tierra, ordenamiento territorial y las implicaciones del cambio climático en la ocupación de la tierra. Como senador fue miembro del Comité del Senado para Asuntos Exteriores, Defensa y Comercio Internacional, Presidente del Comité de Supervisión de las Actividades de Inteligencia y Contrainteligencia y Presidente del Comité de Descentralización y Planificación del Uso de la Tierra.
Para 2018 renuncia al Partido Cambio Radical y al Senado. Puso fin a su participación en el partido después de 11 años. Su renuncia estuvo motivada debido a que no se identificaba con el proyecto político de Iván Duque. Después de la primera vuelta, en la que Germán Vargas Lleras no resultó vencedor, Cambio Radical optó por unirse a la candidatura del uribismo.

#### Segunda Candidatura a la Alcaldía de Bogotá
Galán fue uno de los candidatos en las elecciones a la alcaldía de Bogotá de 2019, se presentó como una opción independiente y renovadora, que buscaba superar las divisiones políticas tradicionales. Sin embargo, no logró obtener el respaldo suficiente de los electores y quedó en segundo lugar, con el 32,5% de los votos, frente al 35,2% de Claudia López, la ganadora de los comicios.

#### Concejal de Bogotá y candidatura al Senado
Después de obtener el segundo lugar en las elecciones, el Estatuto de la Oposición le otorgó el derecho de ocupar una curul en el Concejo de Bogotá. Carlos Fernando aceptó la curul y fue elegido presidente del Concejo de Bogotá con el apoyo de la bancada oficialista de Claudia López y por unanimidad durante el primer año de su mandato. Sin embargo, renunció al Concejo en 2021 para aspirar al Senado por el partido de su padre, el Nuevo Liberalismo. Se ubicó en el sexto lugar de la lista cerrada al Senado del Nuevo Liberalismo, pero su partido no alcanzó el umbral electoral y quedó sin representación en el Senado.

#### Tercera candidatura y elección como Alcalde de Bogotá
El 17 de julio Carlos Fernando confirmó su candidatura a la alcaldía de Bogotá por el partido Nuevo Liberalismo, cuyo lema de campaña fue "Bogotá camina segura". Su programa de gobierno está enfocado en siete pilares principales: 1. Bogotá camina segura (seguridad y movilidad), 2. Bogotá debe ser la misma para toda su gente (educación y salud), 3. Bogotá camina con su gente (niñez, juventud, adultos mayores, habitantes de calle, campesinado, población diversa y víctimas), 4. Una ciudad más amable (medio ambiente, urbanismo, bienestar animal y servicios públicos), 5. Apropiación y disfrute de la ciudad (cultura, recreación y deporte), 6. Aprovechemos nuestro potencial (emprendimiento, ciencia y tecnología) y 7. Un gobierno moderno que cumple (administración pública, participación y cultura ciudadana).

## Alcalde de Bogotá (2024-2027)
El domingo 29 de octubre de 2023 Carlos Fernando Galán resultó electo Alcalde Mayor de Bogotá después de haber obtenido más de 1,4 millones de votos, y un 49,08% de los votos, con los cuales superó al candidato Juan Daniel Oviedo. Al obtener más del 40% de los votos totales, y superar al segundo candidato más votado por más de 10 puntos porcentuales evitó una segunda vuelta, estas siendo las primeras elecciones locales bajo estas condiciones después de que el Acto Legislativo 03 del 2019, modificara el artículo 323 de la Constitución Política de Colombia.
| Funcionario                      | Cargo                                                                        | Ref.   |
| -------------------------------- | ---------------------------------------------------------------------------- | ------ |
| María Lucía Villalba             | Jefe de Gabinete                                                             | [ 17 ] |
| Liliana Caballero Dúran          | Secretaría General de la Alcaldía                                            | [ 18 ] |
| César Andrés Restrepo Flórez     | Secretaría de Seguridad                                                      | [ 19 ] |
| Vanessa Alexandra Velasco Bernal | Secretaría de Hábitat                                                        | [ 20 ] |
| Santiago Trujillo Escobar        | Secretaría de Cultura                                                        | [ 21 ] |
| Adriana Soto Carreño             | Secretaría de Ambiente                                                       | [ 22 ] |
| Gustavo Quintero Ardila          | Secretaría de Gobierno                                                       | [ 23 ] |
| Miguel Silva Moyano              | Secretaría de Planeación                                                     | [ 24 ] |
| María del Pilar López Uribe      | Secretaría del Desarrollo Económico                                          | [ 25 ] |
| Isabel Segovia Ospina            | Secretaría de Educación                                                      | [ 26 ] |
| Ana María Cadena Ruiz            | Secretaría de Hacienda                                                       | [ 27 ] |
| Gerson Orlando Bermont Galavis   | Secretaría de Salud                                                          | [ 28 ] |
| Laura Marcela Tami Leal          | Secretaría de la Mujer                                                       | [ 29 ] |
| Claudia Díaz Acosta              | Secretaría de Movilidad                                                      | [ 30 ] |
| Roberto Angulo                   | Secretaría del Integración Social                                            | [ 31 ] |
| José David Castellanos Orjuela   | Jefe de la Unidad de Gestión y Cumplimiento.                                 | [ 32 ] |
| Sandra Borda Guzmán              | Alta Consejera para las Relaciones Internacionales                           | [ 33 ] |
| María Fernanda Ortiz Carrascal   | Gerente General de Transmilenio                                              | [ 34 ] |
| José Leonidas Narváez Morales    | Gerente de la Empresa Metro de Bogotá                                        | [ 35 ] |
| Carlos Felipe Reyes              | Gerente de la Empresa de Renovación y Desarrollo Urbano de Bogotá - Renobo   | [ 36 ] |
| Víctor Saavedra Mercado          | Director de Atenea                                                           | [ 37 ] |
| Orlando Molano Pérez             | Director del Instituto de Desarrollo Urbano - IDU                            | [ 38 ] |
| Consuelo Ordóñez de Rincón       | Directora de la Unidad Administrativa Especial de Servicios Públicos - UAESP | [ 39 ] |
| Daniel García Cañón              | Director del Instituto Distrital de Recreación y Deporte                     | [ 40 ] |
| Andrés Santamaría Garrido        | Director del Instituto Distrital de Turismo                                  | [ 41 ] |

### Medidas de racionamiento de agua
En respuesta a una sequía ocasionada por el fenómeno del Niño en los embalses que proveen a la ciudad con agua potable. El 4 de abril de 2024 Galán anunció una serie de medidas de racionamiento de agua entrando en vigor el 11 del mismo mes, en la que la ciudad (salvo la localidad de Usme) y municipios aledaños fueron divididos en nueve zonas, en las cuáles se cortaría el servicio de agua a cada una por 24 horas, con dichos cortes rotándose de una zona a otra, inicialmente apenas terminaban las 24 horas del corte en una zona, y luego con otras 24 horas entre los cortes en los que todas las zonas tenían servicio de agua.